# Partîzanske, Dubrovîțea
Partîzanske (în ucraineană Партизанське) este un sat în comuna Liudîn din raionul Dubrovîțea, regiunea Rivne, Ucraina.

## Demografie
Componența lingvistică a localității Partîzanske
     Ucraineană (100%)
Conform recensământului din 2001, toată populația localității Partîzanske era vorbitoare de ucraineană (100%).